# Olyra latifolia
Olyra latifolia  es una especie botánica de plantas gramíneas  de la familia de las poáceas. Es nativa de África, y de América.

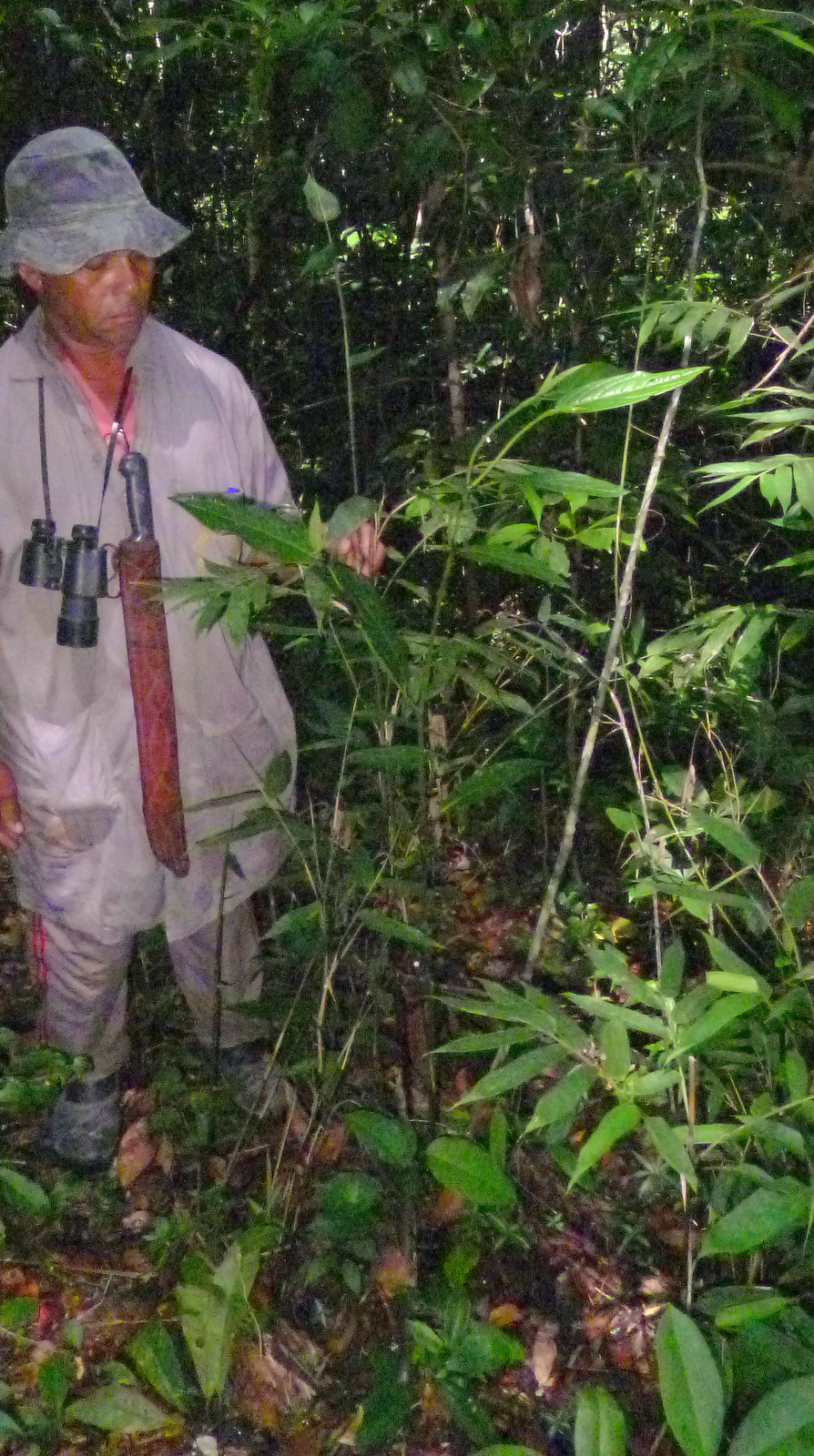
Vista de la planta

## Descripción
Presenta culmos bambusiformes, de hasta 5 m x 1 cm de diámetro; internodio largo, glabro o híspido; nudo glabrescente o híspido. Hojas de vainas perennes, glabras o híspidas, con limbos asimétricos, oblongas lanceolados o linear lanceolados, de hasta 2 dm x 2-7 cm,  largamente acuminados, glabros y pecíolo breve y pubérulo. Inflorescencia panícula piramidal, 8-17 cm (2/3 ancho a largo); espículas pistiladas, pediceladas, articuladas sobre las glumas; pedicelos engrosados en el ápice. Gluma persistente, 5-9 nervaduras, la 2ª casi el doble de la 1ª; antecio ovalado y mútico, 4-7 mm; espículas estaminadas con lema aristado y la pálea acuminada.

## Taxonomía
Olyra latifolia fue descrita por Carlos Linneo y publicado en Systema Naturae, Editio Decima 2: 1261. 1759.
Sinonimia
- Olyra arundinacea Kunth
- Olyra brasiliensis (Bertol.) Spreng.
- Olyra brevifolia Schumach.
- Olyra cordifolia Kunth
- Olyra cordifolia var. cordifolia
- Olyra cordifolia var. scabriuscula Döll
- Olyra guineensis Steud.
- Olyra media Desv.
- Olyra paniculata Sw.
- Olyra pubescens Raddi
- Olyra scabra Nees
- Olyra surinamensis Hochst. ex Steud.
- Stipa latifolia (L.) Raspail[2]

## Usos medicinales
William Torres presenta una exhaustiva liturgia sanadora con esta sp.  Archivado el 4 de marzo de 2016 en Wayback Machine.

## Nombre común
Huairasacha, pito, tibisí  